# Ашихмина, Тамара Яковлевна
Тама́ра Я́ковлевна Аши́хмина (25 мая 1945, с. Ряби, Кировская область) — советский и российский химик, эколог, кандидат химических наук (1975), доктор технических наук (2003), профессор Вятского государственного университета, почётный гражданин города Кирова.

## Биография
Родилась 25 мая 1945 года в селе Ряби (ныне — Кумёнского района Кировской области) в семье председателя колхоза Якова Матвеевича Ашихмина и его жены Марии Владимировны. В 1948 году семья переехала в Богородский район Кировской области. С 1963 по 1968 годы обучалась на естественно-географическом факультете Кировского государственного педагогического института им. В. И. Ленина (КГПИ), после его окончания работала секретарём комитета ВЛКСМ этого вуза до 1971 года. В 1971—1972 годах перешла на должность ассистента кафедры химии. В 1973 году поступила в очную аспирантуру при Ярославском педагогическом институте им. К. Д. Ушинского. В 1975 году досрочно защитила кандидатскую диссертацию на тему «Физико-химическое исследование гетерогенных равновесий и характеристика твёрдых фаз в водных системах из перхлоратов лантаноидов, кадмия и кобальта, карбамида и тиокарбамида». В 1976 году вернулась в Киров, работала старшим преподавателем, затем доцентом и заведующей кафедрой химии КГПИ до 1984 года. В 1984 году перешла на партийную работу: второй секретарь Кировского горкома КПСС (1984—1987), избрана депутатом Кировского городского и областного (1984—1990) Советов народных депутатов. В 1987—1990 годы — второй секретарь Кировского обкома КПСС, заведующая отделом пропаганды и агитации. 
С 1990 года по настоящее время работает в Кировском государственном педагогическом институте им. В. И. Ленина (в последующим ВятГГУ и ВятГУ) на должностях старшего преподавателя, доцента, профессора, заведующей кафедрой. С 1989 года по настоящее время является президентом Кировского отделения Российского Фонда милосердия и здоровья. С 1991 года — заведующая научно-исследовательской лабораторией биомониторинга КГПИ. С 2002 года лаборатория работает совместно с Институтом биологии Коми НЦ УрО РАН и ВятГГУ (ВятГУ). С 2007 года — главный редактор общественно-научного журнала «Теоретическая и прикладная экология», включённого в перечень рецензируемых журналов ВАК и Scopus. В 2003 году защитила диссертацию на соискание учёной степени доктора технических наук на тему «Комплексный экологический мониторинг объектов хранения и уничтожения химического оружия: теория, методика, практика». С 2009 года по настоящее время — член Общественной палаты Кировской области.

## Научные достижения
Занимается физико-химическим анализом гетерогенных равновесий в тройных и четверных системах. Разработан и внедрён состав электролита кадмирования на основе тиокарбамидного комплекса кадмия. Разработала и внедрила систему школьного экологического мониторинга в учреждениях образования Кировской области (ФЦП «Экологическое образование населения России», Целевая областная программа «Экологическая культура населения Кировской области»). В рамках этого проекта изданы пособия для учителей, учащихся и студентов «Школьный экологический мониторинг» (2001), «Экологический мониторинг» (2006, 2008, 2016). На основе системы комплексного экологического мониторинга объектов хранения и уничтожения химического оружия, разработанной Т. Я. Ашихминой, было реализовано уничтожение запасов химического оружия в Оричевском районе Кировской области. 
Руководила научными проектами, поддержанными РФФИ: «Изменение тектоно-магматической активизации восточной окраины Восточно-Европейской платформы в позднепермско-мезозойский периоды», «Лесные почвы техногенных территорий как аккумулятор водорослево-грибной биомассы и её роль в детоксикации поллютантов» и «Этапы эволюции и современное состояние реликтовых остепненных сосняков на востоке Русской равнины». Является научным руководителем научной школы «Экомониторинг природных и техногенных систем», которая трижды получала грант Президента РФ. Автор более 600 научных публикаций. Состоит членом редколлегии журналов «Бутлеровские сообщения», «Вестник Института биологии Коми НЦ УрО РАН».

## Избранные публикации
- Ашихмина Т. Я., Сюткин В. М. Комплексный экологический мониторинг регионов. — Киров: Изд-во ВятГГУ, 1997. — 286 с. — ISBN 5-88186-146-9.
- Ашихмина Т. Я. Комплексный экологический мониторинг объектов хранения и уничтожения химического оружия. — Киров: Изд-во ВятГГУ, 2002. — 544 с. — ISBN 5-85271-036-9.
- Алалыкина Н. М., Ашихмина Т. Я., Кондакова Л. В. Фенология и региональный экологический мониторинг. Учебно-методическое пособие. — Сыктывкар, 1997. — 94 с. — ISBN 5-89606-204-4.
- Скугорева С. Г., Огородникова С. Ю., Головко Т. К., Ашихмина Т. Я. Фитотоксичность фосфорорганических соединений и ртути. — Екатеринбург, 2008. — 153 с. — ISBN 5-7691-1954-3.
- Ашихмина Т. Я., Кантор Г. Я., Васильева А. Н., Тимонюк В. М., Кондакова Л. В., Ситяков А. С. Экологический мониторинг. Учебно-методическое пособие. — Москва: 
Академический Проект, 2016. — 416 с. — ISBN 978-5-8291-2505-9.

## Награды
- Юбилейная медаль «За доблестный труд. В ознаменование 100-летия со дня рождения В. И. Ленина» (1970)[2]
- Знак «Победитель социалистического соревнования 1980 года» (1981)
- Медаль «Ветеран труда» (1987)
- Золотой почётный знак Общества польско-российской дружбы (1988)
- Нагрудный знак имени З. П. Соловьёва Президиума общества Российского Красного Креста (1998)
- Почётное звание «Заслуженный работник высшей школы Российской Федерации» (2000)
- Почётное звание «Заслуженный работник Вятского государственного гуманитарного университета» (2004)
- Почётный знак «За заслуги перед городом» Кировом (2007)
- Нагрудный знак «Почётный работник высшего профессионального образования Российской Федерации» (2008)
- Медаль «За содружество в области химического разоружения» (2008)
- Медаль имени К. Э. Циолковского Федерации космонавтики России (2013)
- Медаль «150 лет со дня рождения В. И. Вернадского» неправительственного экологического Фонда имени В. И. Вернадского (2013)
- Звание «Почётный гражданин города Кирова» (2014)[7]
- Почётный знак «За заслуги перед Кировской областью» (2015)